# Janie Jones (film)
Janie Jones è un film del 2010 diretto da David M. Rosenthal.

## Trama
Viene narrata la storia della cantante Marion Mitchell, in arte Janie Jones.